# Vrbová (Nebanice)
Vrbová (németül: Förba) Nebanice településrésze Csehországban a Karlovy Vary-i kerület Chebi járásában. Központi községétől 1 km-re nyugatra fekszik. A település jelenleg csupán néhány épületből és nyaralóból áll.

## Története
Írott források elsőként 1313-ban Fyrbon néven említik. Német lakosságát a második világháború után Németországba toloncolták.
1. ↑  Cseh Statisztikai Hivatal: https://www.czso.cz/csu/czso/vysledky-scitani-2021-otevrena-data (cseh nyelven). (Hozzáférés: 2022. november 1.)